# Петренко Микола Євгенович

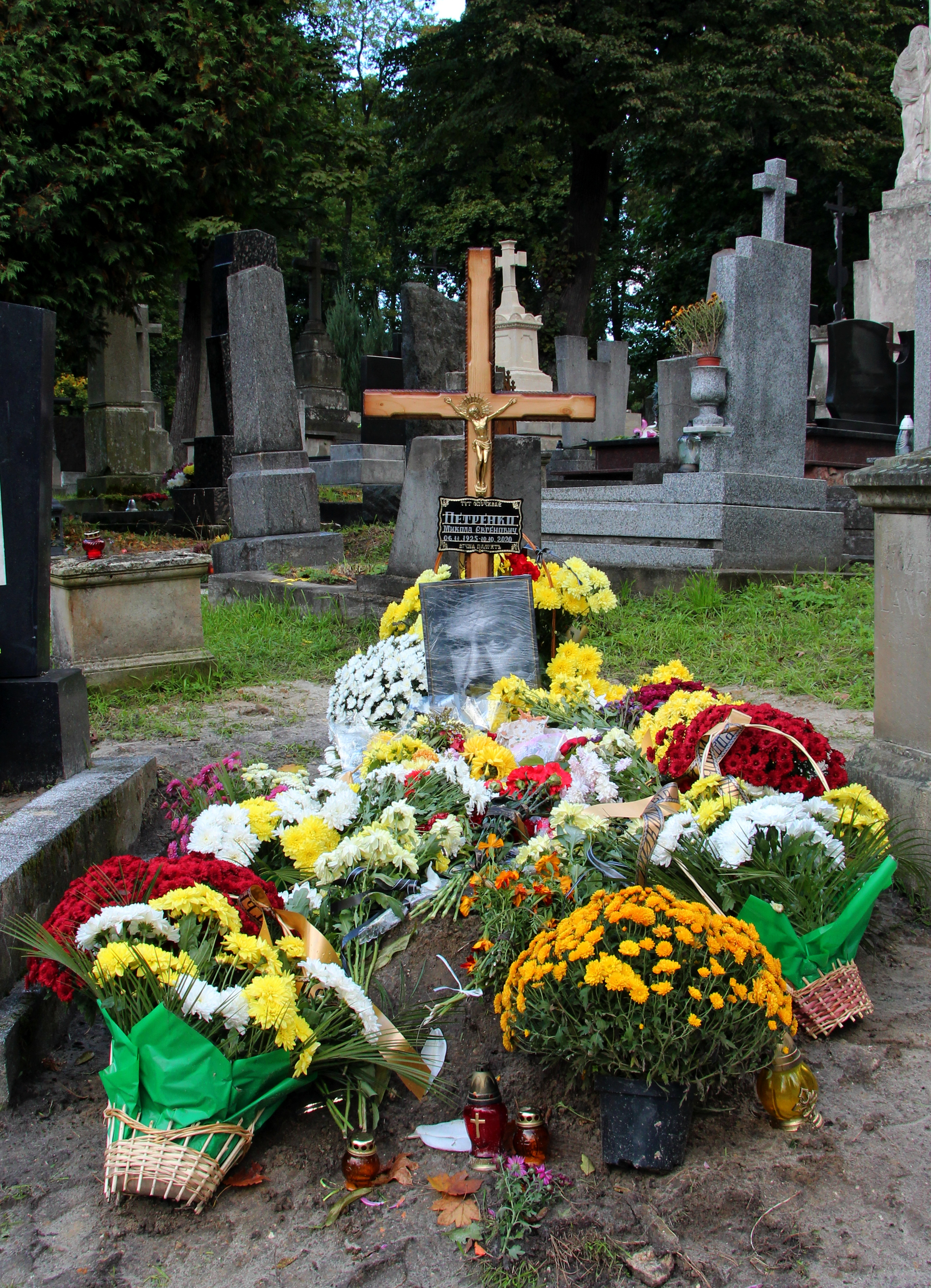
Могила Миколи Петренка на 51 полі Личаківського цвинтаря у Львові

Микола Євгенович Петренко (6 листопада 1925, Лохвиця — 10 жовтня 2020, Львів) — український письменник. Член Спілки письменників України з 1960 р.

## Біографія
Народився у 1925 році в м. Лохвиця Полтавської області в сім'ї робітника.
Під час Другої Світової війни був вивезений на примусові роботи до Німеччини. За спробу втечі відбував покарання в концтаборах. Після закінчення війни пройшов фільтраційні та трудові табори в СРСР.
У 1951 р., закінчив факультет журналістики Львівського державного університету.
Працював в обласній молодіжній газеті, редактором Львівського телебачення, кореспондентом «Літературної України», звідки був звільнений за «пропетлюрівські» вірші. У 1957 р. вийшла перша поетична збірка.
Помер 10 жовтня 2020 року, похований на полі 51 Личаківського цвинтаря.

## Творчість
Перша поетична збірка Миколи Петренка «Дні юності» вийшла у 1957 році, а у 1963 році у видавництві «Дніпро» вийшла його друга поетична збірка «Суворі береги».
Микола Євгенович Петренко є автором понад 100 книг: поезій, прози, гумору, публіцистики, віршів для дітей, казок, пісенних текстів (всього до 200 пісень, зокрема «Намалюй мені ніч», деякі з них визнані кращими піснями року). А ще він автор кількох п'єс та лібретто музичних вистав, які ставилися переважно на сценах львівських театрів: «Чарівне кресало», «Довбушів топірець», «Дві Іванки», «Шість імен» та ін.

## Відзнаки
Лауреат премій ім. Павла Тичини, Юрія Яновського, Маркіяна Шашкевича, Богдана-Нестора Лепкого, Ірини Вільде, Дмитра Нитченка, Міжнародної літературної премії імені Григорія Сковороди «Сад божественних пісень», літературної премії «Благовіст», літератруної премії ім. Романа Федоріва, премії журналу «Березіль», переможець I-го міжнародного поетичного конкурсу «Чатує в століттях Чернеча Гора», дипломант Всеукраїнського літературного конкурсу рукописів прози «Крилатий Лев».
Відповідно до Указу Президента України від 3 березня 2011 року Миколі Євгеновичу Петренку призначено державну стипендію видатним діячам культури і мистецтва.
- Заслужений діяч мистецтв України (26 червня 2006) — за вагомий особистий внесок у державне будівництво, утвердження конституційних прав і свобод громадян, соціально-економічний і духовний розвиток України[6]
- Кавалер ордена Ярослава Мудрого V ступеня (7 грудня 2018) — за вагомий особистий внесок у розвиток національної культури і мистецтва, багаторічну просвітницьку діяльність та з нагоди 150-річчя заснування товариства «Просвіта»[7]

## Родина
Син Любомир;
Донька;